# 持針器

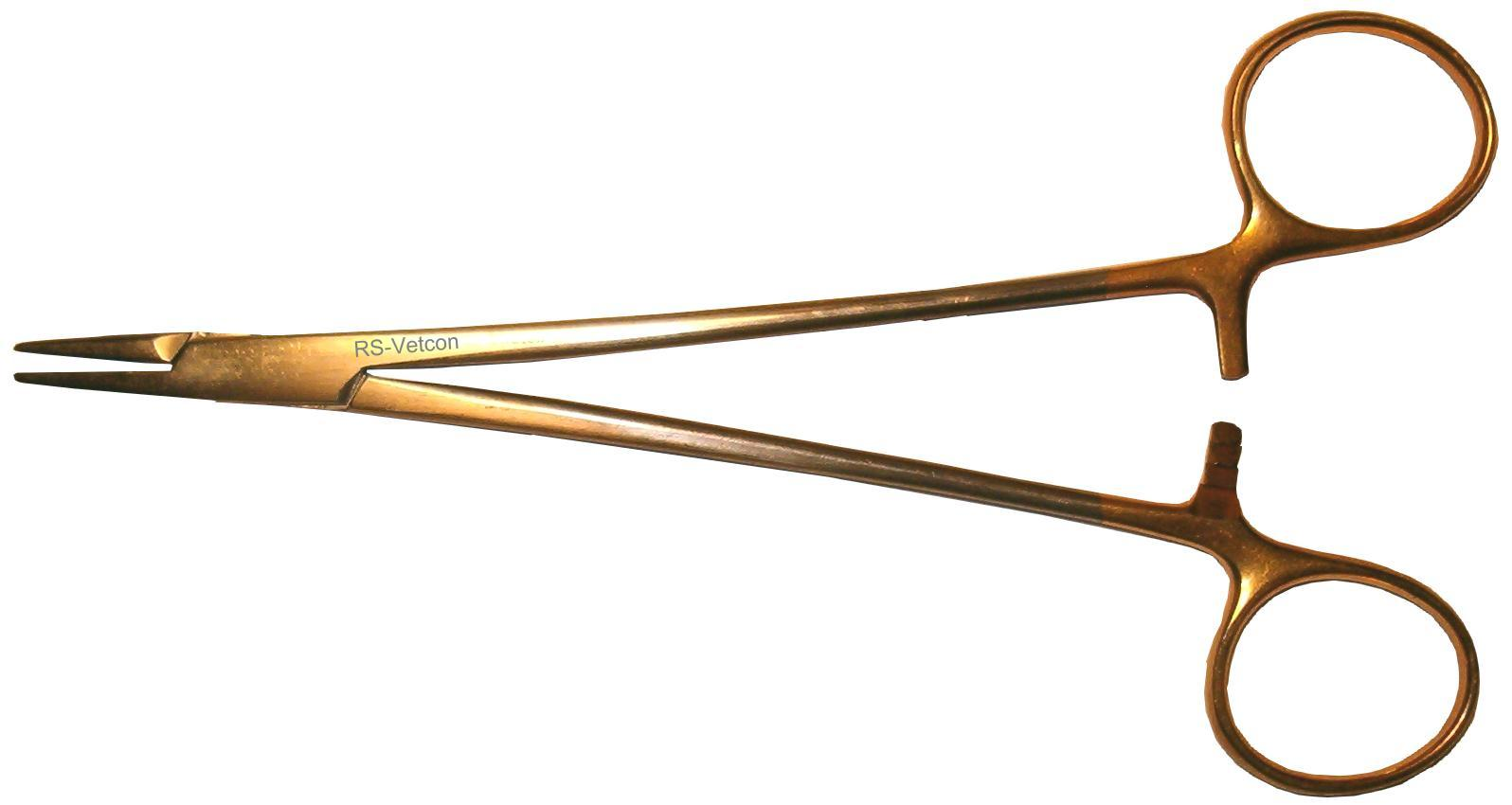
メイヨー・ヘガール式持針器

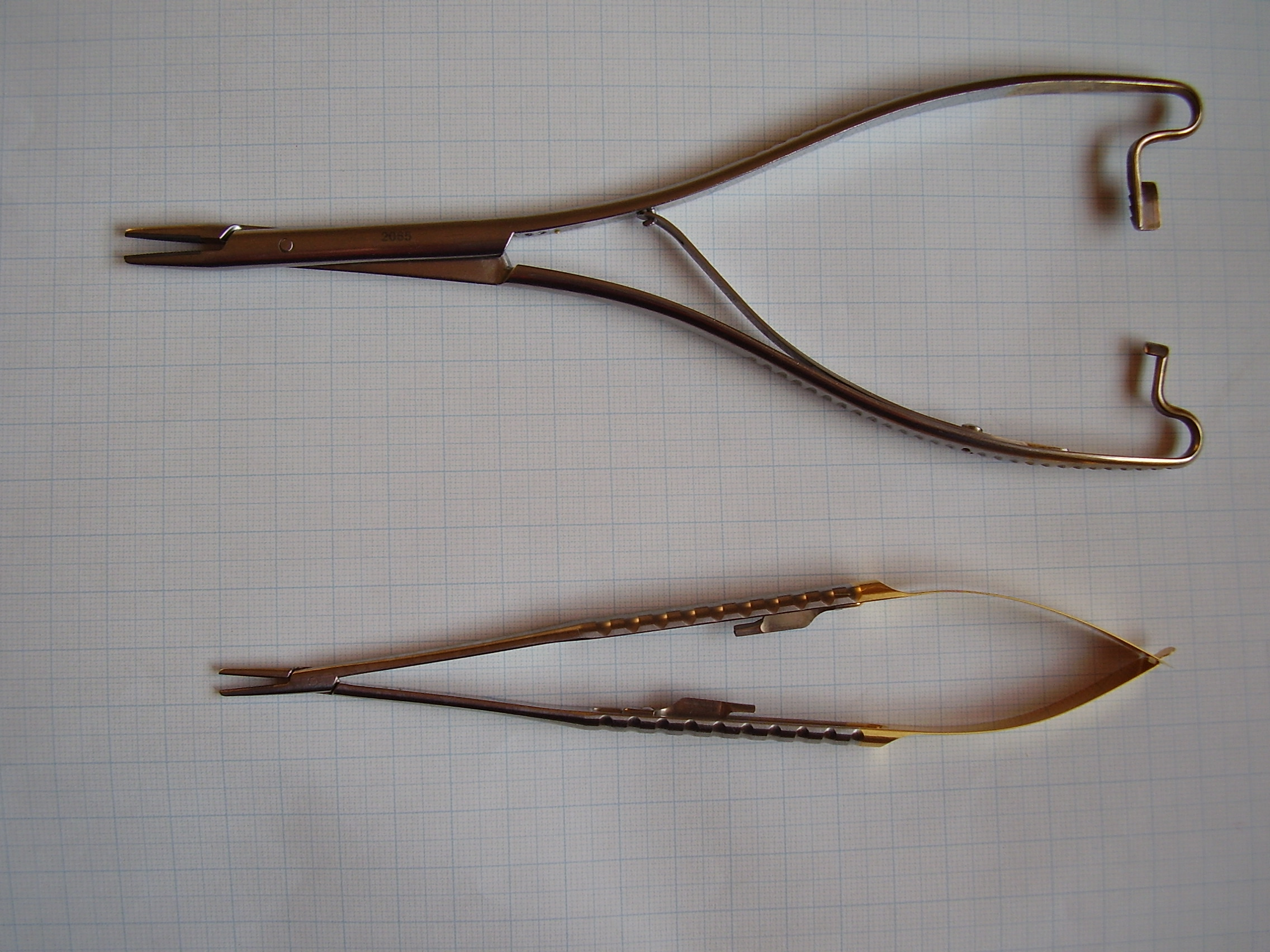
上はマチュー式持針器、下はカストロビエホ持針器

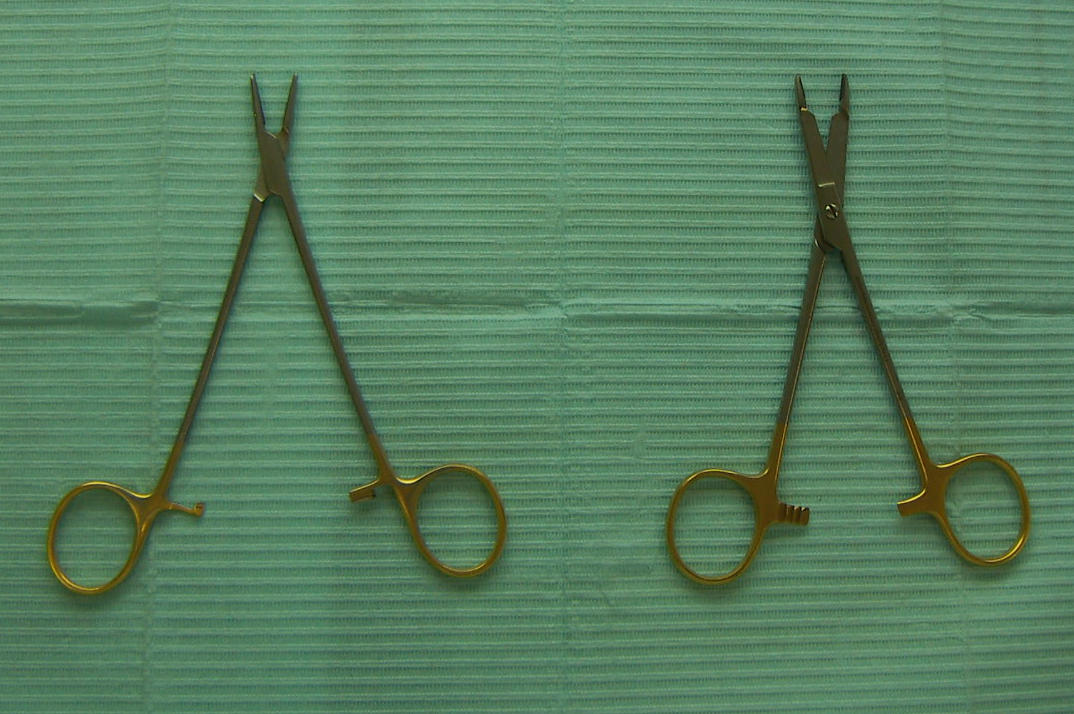
左は普通の持針器。右は「鋏」の機能も併せ持つもの

持針器（じしんき、英: needle holder）とは外科手術で用いられる縫合針を把持するための器具である。創の縫合や結紮、吻合などの際に外科などの医師、歯科医師、獣医師によって用いられる。

## 概要
鉗子や鋏と同様に一対の金属長尺の部品からなり、交差部で連結されている。縫合針の保持部、連結部、把持部からなる。
多くの持針器は留め金により、針を保持したまま固定することができ、術者が操作している間把持部に力をかける必要はない。針を確実に保持するため、保持部にはしばしば溝が刻まれている。またてこの原理で、針をしっかりと保持するため、先端は短く、把持部は長くなっている。